# El Tunal (Guanajuato)
El Tunal es una localidad del estado mexicano de Guanajuato. Es parte del municipio de Apaseo el Grande.

## Demografía
| Gráfica de evolución demográfica |
|                                  |

| Censo | Población |
| ----- | --------- |
| 1900  | 160       |
| 1910  | —         |
| 1921  | 133       |
| 1930  | 174       |
| 1940  | 227       |
| 1950  | 379       |
| 1960  | 374       |
| 1970  | 1 507     |
| 1980  | 697       |
| 1990  | 1 054     |
| 2000  | 1 050     |
| 2010  | 1 372     |
| 2020  | 1 539     |